# Alberto Cardaccio
Alberto Victor Cardaccio Traversa (26. srpna 1949 – 28. ledna 2015) byl uruguayský fotbalista, záložník.

## Klubová kariéra
Profesionálně hrál v Uruguayi za Danubio FC, v Argentině za Racing Buenos Aires a v mexických klubech Unión de Curtidores, Atlas Fútbol Club, Puebla FC a Club de Fútbol Monterrey.

## Reprezentační kariéra
Reprezentoval Uruguay v letech 1972–1974, nastoupil v 19 reprezentačních utkáních. Byl členem uruguayské reprezentace Mistrovství světa ve fotbale 1974 v Německu.